# Gare de Shigatsé
La gare de Shigatsé (tibétain : གཞིས་ཀ་རྩེ་འབབ་ཚུགས་, Wylie : gzhis ka rtse 'bab tshugs ; chinois : 日喀则站 ; pinyin : zhàn, également traduit en anglais : Rikaze Railway Station) est une gare desservant la ville-préfecture de Shigatsé, et situé sur la ligne ferroviaire Lhassa-Shigatsé. Elle est située dans le canton de Gyacoxung (en), dans le District de Samzhubzê, chef lieu de Shigatsé.